# اینار کرینگلن
اینار کرینگلن (نروژی: Einar Kringlen) زادهٔ ۶ ژوئن ۱۹۳۱م، در وستلند، یک روان‌پزشک نروژی است. وی به ویژه به دلیل مطالعات درازمدت در مورد دوقلوها اعتبار جهانی دارد.

## پیشینه
اینار کرینگلن در سال ۱۹۵۸م، بعد از دریافت مدرک دکترای پزشکی از دانشگاه برگن، تحصیلات خود را در دانشگاه اسلو پیگیری کرد و در سال ۱۹۶۷م، به عنوان متخصص روان‌پزشکی فارغ‌التحصیل شد.

کرینگلن، تا دوره بازنشستگی، ابتدا در سمت دانشیار و سپس به عنوان اولین استاد رفتارشناسی در نروژ و نهایتاً در مقام مدیر ارشد بخش روان‌پزشکی، مشغول تدریس و انجام خدمت بود. کتابهای آموزشی تخصصی وی در رشته روان‌پزشکی که بارها تجدید چاپ شده‌اند دارای اعتبار در محافل دانشگاهی است. به ویژه مطالعات درازمدت وی در مورد دوقلوها دارای شهرت جهانی است.